# خرت فرهاین
خرت فرهاین (انگلیسی: Geert Verheyen؛ زادهٔ ۱۰ مارس ۱۹۷۳) دوچرخه‌سوار اهل بلژیک است.
از باشگاه‌هایی که در آن بازی کرده‌است می‌توان به تیم لوتو–سودال اشاره کرد.